# Pedro Voltes
Pedro Voltes Bou (Reus, 1 de julio de 1926-Barcelona, 11 de marzo de 2009) fue un prolífico escritor, historiador, abogado, economista, periodista y profesor español, que publicó más de ochenta libros a lo largo de su vida.

## Formación
Pedro Voltes era licenciado en Filosofía y Letras, Derecho, Ciencias Económicas, Ciencias Políticas y Ciencias de la Información, doctor en Derecho y Filosofía y Letras, MA en Matemáticas, y diplomado del Industrial College de Washington. Consejero Superior de Dirección y Administración de Empresas por la Escuela de Alta Dirección y Administración de Barcelona. Becario y posteriormente colaborador del Centro de Estudios Económicos y Sociales del Consejo Superior de Investigaciones Científicas.

## Trayectoria

### Periodismo
En su juventud Voltes ejerció el periodismo en Radio Barcelona y en periódicos barceloneses, siendo redactor de La Vanguardia de 1948 a 1975. Posteriormente siguió colaborando con dicho periódico, escribiendo sobre temas culturales. Fue profesor de la Escuela Oficial de Periodismo de Barcelona. 
Fue miembro del Colegio de Periodistas de Barcelona desde 1952, la Asociación Colegial de Escritores de Cataluña (ACEC), la Asociación de Autores Científico-Técnicos y Académicos y  la Sociedad Barcelonesa de Amigos del País.

### Filosofía y letras
Desde 1948 fue profesor de la Facultad de Filosofía y Letras de la Universidad de Barcelona.

### Economía
Catedrático de Historia de la Economía en la Facultad de Ciencias Económicas de la Universidad de Barcelona, desde 1968 hasta su jubilación en 1991. También profesó como docente en la Universidad Helmut-Schmidt de la Bundeswehr, en Hamburgo, en la Universitat Internacional de Catalunya, y en el Centro de Estudios Universitarios “Ramón Areces” de Madrid. 
Fue miembro numerario de la Real Academia de Ciencias Económicas y Financieras.

### Historia
Entre 1957 y 1982 dirigió el Instituto Municipal de Historia de Barcelona, desde donde gestionó el Pueblo Español. 
Divulgó a través de Televisión Española temas históricos, y realizó también centenares de emisiones de radio. Publicó los diez volúmenes finales de la serie del Dietari de l’Antic Consell Municipal de Barcelona, que habían quedado pendientes desde antes de la República, y reanudó la serie de “Divulgación Histórica de Barcelona” con otros seis volúmenes, aparte de redactar o editar buen número de publicaciones de historia de Barcelona desde el Instituto Municipal de Historia, así como los “Cuadernos de Historia Económica de Cataluña”, con veintiún volúmenes.
Fue correspondiente de la Real Academia de la Historia y de la Real Academia de Historia y Bellas Artes de Toledo. 

### Derecho
En 1954 se colegió en el Ilustre Colegio de Abogados de Barcelona, obteniendo por oposición el premio “Duran i Bas”, ejerció la abogacía y actuó también como traductor-intérprete de los Tribunales. Durante  varios años colaboró mediante dictámenes, estudios y traducciones con el equipo español del pleito de Barcelona Traction en el Tribunal de La Haya. Ha publicado varios trabajos en la “Revista Jurídica de Catalunya”.

## Distinciones
Recibió, entre otras distinciones:
- Medalla de plata al Mérito en el Trabajo.
- Comendador de la Orden del Mérito Civil.
- Comendador de la Orden de Isabel la Católica.
- Comendador de la Orden de Alfonso X el Sabio.
- Dos Cruces al Mérito Militar y una al Mérito Naval por sus libros y estudios históricos sobre estas materias.
- Comendador de la Orden al Mérito de la República Italiana.
- Caballero de la Orden de las Artes y Letras.
- Palmas Académicas.
- Cruz de Honor de primera clase a la Ciencia y el Arte de la República de Austria.

## Obra
En el ámbito literario, varios de sus libros han sido premiados con distinciones como el “Fermín Caballero”, de la Real Academia de la Historia, (1952),  el premio  “Aedos”, en 1952, el Premio “Ejército” en 1954, el “Virgen del Carmen” de la Presidencia del Gobierno en 1957, el “Presidente Lluis Companys”, de los Jocs Florals de la Llengua Catalana, de Montevideo, en 1963 y el “Juan Sebastián Elcano”, del Consejo Superior de Investigaciones Científicas, en 1966.
Voltes publicó más de ochenta libros de historia y ciencias sociales, así como dos novelas y biografías de Cristóbal Colón, Otto von Bismarck, los reyes Felipe V, Fernando VI, Carlos III y Fernando VII, y Federico II el Grande de Prusia. 
Su obra histórica se centró especialmente en el gobierno del Archiduque Carlos de Austria en Barcelona, durante la Guerra de Sucesión, tema sobre el que publicó varios libros y artículos. Otras destacadas contribuciones fueron la publicación de un inventario de los documentos españoles del Archivo de Estado de Viena, una Historia de la Peseta, estudios diversos de Historia de la Economía española, una Historia de España (Plaza & Janés) y una Historia de los Balcanes. 
Fue traductor de obras originales en inglés y alemán, así como traducciones directas de Plauto, Terencio, Erasmo, Tomás Moro, y otros clásicos. 
Pedro Voltes se distinguió también como estudioso de la Teoría General de Sistemas, a la cual dedicó un tratado y otras diversas publicaciones. El Gobierno Español le comisionó para comunicarse con el “International Institute for Applied Systems” de Viena, donde trabajó en diversas visitas. Fue también miembro de la “International Society for the Systems Sciences”.
También perteneció a la Sociedad Española de Sistemas Generales y a la Academia de Ciencias de Nueva York.

### Libros de historia y biografías
- Voltes, Pedro (1952). El Archiduque Carlos de Austria, rey de los catalanes. Prólogo de Jaime Vicens Vives. Barcelona: Aedos. p. 355. Consultado el 25 de mayo de 2010.
- Voltes, Pedro (1956). Cristóbal Colón. Reediciones en 1986 y 1995. Barcelona: Salvat Editores. p. 106. Consultado el 25 de mayo de 2010.
- Voltes, Pedro (1957). Historia de Europa. Barcelona: Salvat Editores. p. 127. Consultado el 25 de mayo de 2010. (enlace roto disponible en Internet Archive; véase el historial, la primera versión y la última).
- Voltes, Pedro (1957). Historia de los Balcanes. Reedición en 1999 por Espasa Calpe. Barcelona: Salvat Editores. p. 198. Consultado el 25 de mayo de 2010.
- Voltes, Pedro (1958). Carlos V y Barcelona. Barcelona: Asociación de Bibliófilos de Barcelona. p. 87. Consultado el 25 de mayo de 2010.
- Voltes, Pedro (1958). Carlos V y Santa María del Mar. Barcelona: Instituto Municipal de Historia de la Ciudad de Barcelona. p. 41. Consultado el 25 de mayo de 2010. (enlace roto disponible en Internet Archive; véase el historial, la primera versión y la última).
- Voltes, Pedro (1958). Cartas del Emperador Carlos V a la ciudad de Barcelona.
- Voltes, Pedro (1960). Historia de Montjuich y su castillo. Barcelona: Ayuntamiento de Barcelona. p. 214. Consultado el 25 de mayo de 2010. (enlace roto disponible en Internet Archive; véase el historial, la primera versión y la última).
- Voltes, Pedro (1964). La Guerra de Sucesión en Valencia. Valencia: Instituto Valenciano de Estudios Históricos, Institución Alfonso el Magnánimo, Diputación Provincial de Valencia. p. 211. Consultado el 25 de mayo de 2010.
- Voltes, Pedro (1963). Barcelona durante el Gobierno del Archiduque Carlos de Austria (2 volúmenes). Barcelona: Instituto Municipal de Historia de la Ciudad de Barcelona. p. 295. Consultado el 10 de febrero de 2011.
- Voltes, Pedro (1964). Carlos III y su tiempo. Editorial Juventud. p. 263. Consultado el 10 de febrero de 2011. (Reeditado en 1975 y 1988)
- Voltes, Pedro (1965). La ciudad de Reus y la Guerra de Sucesión. Boletín de la Real Academia de la Historia. Consultado el 10 de febrero de 2011.
- Voltes, Pedro (1976). Notas sobre instituciones barcelonesas del siglo XIX. Barcelona: Instituto Municipal de Historia de la Ciudad de Barcelona. Consultado el 10 de febrero de 2011.
- Voltes, Pedro (1978). La política de fin de siglo, a través de la prensa barcelonesa de la época. Barcelona: Instituto Municipal de Historia de la Ciudad de Barcelona. p. 222. Consultado el 10 de febrero de 2011.
- Voltes, Pedro (1984). Historia inaudita de España. Plaza & Janés. p. 320. Consultado el 10 de febrero de 2011.
- Voltes, Pedro (1985). Fernando VII. Vida y reinado.. Editorial Juventud. p. 267. ISBN 8426120954. Consultado el 10 de febrero de 2011.
- Voltes, Pedro (1986). El tiempo inmóvil. ¿Ha cambiado alguna vez España?. Plaza & Janés. p. 235. ISBN 8401372097. Consultado el 10 de febrero de 2011.
- Voltes, Pedro; Buxó, María José (1986). Las mujeres en la Historia de España. Editorial Planeta. p. 218. ISBN 8432043745. Consultado el 10 de febrero de 2011.
- Voltes, Pedro (1987). Cinco siglos de España en América. Plaza & Janés. p. 254. ISBN 8401372836. Consultado el 10 de febrero de 2011.
- Voltes, Pedro (1987). La Guerra de Sucesión. Editorial Planeta. p. 317. ISBN 8432045314. Consultado el 10 de febrero de 2011.
- Voltes, Pedro (1989). Nueva historia de España. Plaza & Janés. p. 656. ISBN 8401373816. Consultado el 10 de febrero de 2011.
- Voltes, Pedro; Buxó, María José (1989). Madres y niños en la Historia de España. Editorial Planeta. p. 326. ISBN 8439554117. Consultado el 10 de febrero de 2011.

- Felipe V, fundador de la España contemporánea. 1991. (Otra edición 2005).
- El reverso de la historia. Vol. 1: 1993; vol. 2: 1993; vol. 3: 1993; vol. 4: 1994.
- Sor Patrocinio, la monja prodigiosa. 1994.
- Grandes mentiras de la Historia. 1995 (Otras ediciones 1995, 1996, 1999).
- La Semana Trágica. 1995.
- Fernando VI. 1996. (Otra edición en 1998 con el nombre de "La vida y la época de Fernando VI)
- Deslices históricos. 1996. (En colaboración con María José Buxó)
- Testigos de la Historia. 1997
- Rarezas y curiosidades de la Historia de España. 2001
- Asombros y sustos de la Historia de España. 2002
- Embajadas curiosas. 2002
- Bismarck. 2004
- Furia y farsa del siglo XX. 2004
- Federico "El Grande" de Prusia. 2006
- Puñaladas traperas de la Historia. 2009
- Historia económica
- Las cajas de ahorro barcelonesas. Su presente, su pasado, su porvenir. 1965
- Historia del abastecimiento de agua de Barcelona. 1966
- La conducta de Barcelona Traction como grupo de presión. 1967
- Aproximación a la Historia Económica. 1968
- Historia de la Economía española hasta 1800. 1972
- Historia de la economía española en los siglos XIX y XX. 1974. 2 vols.
- Población y economía del Hospitalet pre-industrial. El Barón de Maldá, cronista de la transición a la ciudad contemporánea. 1977
- Historia de la Empresa española. 1979
- Cuestiones vivas de la historia económica de España. 1985
- Dos mil años de economía. Como hemos ido a parar a donde estamos. 1988
- Escándalos financieros en la Historia. 1997
- Cambra de la Propietat Urbana de Barcelona. 1990
- Historia de la peseta. 2001
- El ocaso de los Fugger en España. 2009

### Catálogos y fuentes documentales
- Fondos del Instituto Municipal de Historia de la Ciudad. Catálogo sumario. 1959
- Guía del Museo de Industria y Artes Populares. 1960
- Catálogo del fondo comercial del instituto Municipal de Historia. 1961
- Guía-catálogo del Instituto Municipal de Historia. 1965
- Documentos de tema español del Archivo de Estado de Viena. 1965. 2 vols.

### Divulgación de temas metódicos e instrumentales, teoría de Sistemas
- Manual de cronología española y universal. 1952. (Con la colaboración de J. Agustí y J. Vives)
- La aplicación de la Teoría General de Sistemas a las Ciencias sociales. 1976
- La Teoría General de Sistemas. 1978
- Tablas cronológicas de la Historia de España. 1980
- La Teoría General de Sistemas y la Historia. 1980
- Nuevos criterios auxiliares para el análisis histórico. [1983]
- Información. Probabilidad. Historia. 1984

### Otras publicaciones
- La estructura social como fundamento de Derecho. 1957
- El teatro griego. (Historia y antología). 1958
- Abelló. 1974
- Errores y fraudes de la ciencia y la técnica. 1994
- Historia de la estupidez humana. 1999
- Joan Abelló. El cielo y la tierra. 1999

### Novelas
- Adorable loca. 1950. (Otra edición 1984)
- La bruja y el estudiante. Intrigas y pasiones en la corte de Felipe V. 2005